# Giacomo Alberione
Giacomo Alberione, né le 4 avril 1884 à Fossano et mort le 26 novembre 1971  à Rome, est un prêtre italien, fondateur de la Famille Paulinienne qui regroupe de nombreuses congrégations. Réputé comme "l'apôtre des mass médias", il a aussi été l'éditeur de plusieurs revues chrétiennes et de publications évangéliques. Il est vénéré comme bienheureux par l'Église catholique.

## Vie et œuvres
Giacomo Alberione naquit à Fossano le 4 avril 1884 dans une famille de paysans du Piémont dont il était le quatrième enfant sur six. De très bonne heure, il confia à ses parents son souhait de devenir prêtre.
Sa famille partit ensuite pour Cherasco, où le curé l'aida à prendre conscience de sa vocation. Il fut ainsi admis au séminaire d'Alba à l'âge de 16 ans.
C'est à la fin de l'année 1900 qu'il fit sa première expérience mystique. En prière pendant plusieurs heures devant le Saint Sacrement, il se sentit ensuite « profondément obligé de faire quelque chose pour le Seigneur et pour les hommes du nouveau siècle » et c'est ainsi qu'il décida de servir l'Église avec les moyens nouveaux qui lui étaient offerts.
Il étudia la théologie et la philosophie, obtint un doctorat de théologie, et, le 29 juin 1907, fut ordonné prêtre. Tout de suite après, il fut nommé vicaire à Narzole, où il prit conscience du rôle des femmes dans l'apostolat.

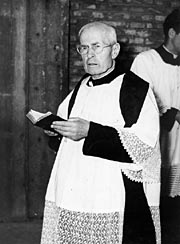
Giacomo Alberione, prêtre

Au séminaire, il était directeur spirituel des séminaristes, et professeur. Il allait aussi assurer prédication et catéchèse dans les paroisses du diocèse, et étudiait aussi les problèmes de la société civile de son temps dont il prévoyait les profondes mutations à venir.

### Les fondations
Giacomo Alberione imagina une nouvelle façon de prêcher l'Évangile, avec l'esprit de saint Paul, mais aussi à l'aide des moyens modernes de communication. Par ailleurs, estimant que les « œuvres de Dieu se font avec les hommes de Dieu », il bâtit, le 20 août 1914 les fondements de la Famille Paulinienne.
Avec l'aide d'une jeune fille, Tecla Merlo, il fonda la congrégation des Filles de Saint-Paul en 1915. Petit à petit, les congrégations grandirent et reçurent de nouvelles vocations.
Dès 1918, une nouvelle congrégation naît à Susa, tandis qu'en 1924 est créée celle des Sœurs disciples du Divin Maître, pour l'apostolat eucharistique et liturgique, dirigée par Scolastica Rivata .
En octobre 1938, le Père Alberione fonda la troisième congrégation féminine : les Sœurs de Jésus Bon Pasteur dites Pastourelles, destinées à l'apostolat pastoral direct et collaboratrices des prêtres.
La Famille paulinienne continuera entre 1957 et 1960, avec la fondation d'une quatrième congrégation, les Sœurs de Marie Reine des Apôtres, consacrée aux vocations et aux instituts de vie séculière consacrée. Viendront ensuite quatre instituts, dédiés respectivement à Jésus Grand-prêtre, saint Gabriel archange, sainte Marie de l’Annonciation, et à la Sainte Famille. Enfin, il créa l’Union des coopérateurs et coopératrices pauliniens, qui formeront ensemble les 10 institutions de la Famille Paulinienne.
Dès 1931 les fondations pauliniennes, essaimèrent hors de l'Italie, au Brésil, en Argentine et aux États-Unis. 10 000 religieux se réclament désormais de la spiritualité du Père Alberione.
Giacomo Alberione prêcha de nombreuses retraites spirituelles et rédigea de multiples notes à l'intention des filles et des fils de la grande famille qu'il fondait. Il leur enseignait que « la première tâche de la Famille paulinienne était la sainteté de la vie, et la deuxième, celle de la doctrine ».

### Les publications
Ayant vite compris l'importance que pouvaient avoir les médias pour la mission évangélique, Giacomo Alberione publia en 1912 la revue Vita Pastorale, destinée aux prêtres, puis, il lança en 1921 La Domenica, un périodique à l'usage des paroisses.
Au mois d'août 1914, il ouvrit une école typographique appelée Piccolo operaio avec deux adolescents : Desiderio Costa et Torquato Armani.
En 1931, naissait l'hebdomadaire Famiglia Cristiana, et le 15 août 1932, la revue La Madre di Dio, « pour révéler aux âmes la beauté et la grandeur de Marie ».
Pastor bonus paraît dès 1937 ; c'est une revue mensuelle en langue latine. Puis Via, Verità e Vita en 1952, revue mensuelle pour la connaissance et l'enseignement de la doctrine chrétienne, La Vita in Cristo e nella Chiesa, pour faire connaître la liturgie, enfin il créera une revue pour les jeunes, Il Giornalino, en 1924.
Parallèlement, il écrira pour ses fils et ses filles Abundantes divitiæ gratiæ suæ qui sera considéré comme l'histoire de la Famille paulinienne.
Il publiera de nombreuses autres œuvres, par exemple Via humanitatis en 1947, ainsi qu'un ouvrage inachevé, le projet d'une encyclopédie sur Jésus maître, en 1959.

### La fin de sa vie

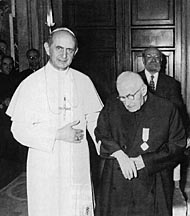
Giacomo Alberione et Paul VI

Entre 1962 et 1965 il participa tous les jours aux sessions du IIe concile œcuménique du Vatican. Le 4 décembre 1963, quand sera promulgué le décret conciliaire Inter Mirifica sur les instruments de communication sociale comme outils d’évangélisation, le Père Alberione s'en réjouira :  

« Maintenant vous ne pouvez plus douter. L’Église a parlé. »

Le 28 juin 1969, il est reçu par le pape Paul VI qui lui manifestait une grande admiration. Il disait de lui à cette occasion :

« ... Notre Père Alberione a donné à l'Église de nouveaux moyens d'amplifier et de revigorer son apostolat, de nouvelles capacités et une nouvelle conscience de la valeur et de la possibilité de sa mission dans le monde moderne avec les moyens modernes... »

Après avoir pleuré la disparition prématurée de ses deux premiers collaborateurs, Timoteo Giaccardo en 1948 et Tecla Merlo, première supérieure générale des Filles de Saint-Paul, le Père Alberione s'éteignait à l'âge de 87 ans, le 26 novembre 1971 à Rome, qu'il avait rejoint après avoir quitté Alba en 1936.

## Vénération
- Le 4 mai 1981 s'ouvrait la cause en béatification de Giaccomo Alberione.
- Il fut déclaré vénérable le 25 juin 1996 par le pape Jean-Paul II,
- et béatifié à Rome le 27 avril 2003, également par Jean Paul II.
- Sa fête a été fixée au 26 novembre.

## Autres écrits
- Appunti di teologia pastorale (1912) [11]
- La donna associata allo zelo sacerdotale (1911-1915) [12]

## Citations
Du Père Alberione :
« Faire quelque chose pour le Seigneur et pour les hommes du siècle nouveau ».
« Ce que j’ai trouvé de mieux et de plus efficace pour l’évangélisation, je vous l’ai donné ».

## Sources
- (it) Cet article est partiellement ou en totalité issu de l’article de Wikipédia en italien intitulé « Giacomo Alberione » (voir la liste des auteurs).
- Article « Bienheureux Jacques Alberione, l'apôtre des médias », par Xavier Lecoeur, dans Prions en Église (groupe Bayard), numéro 287, novembre 2010